# Kazzay Sámuel
Kazzay Sámuel (Tótvázsony, 1710. ? ?. – Debrecen, 1797. május 2.) műgyűjtő, gyógyszerész.

## Életpályája
1710-ben született Tótvázsonyban Kazzay Márton földbirtokos fiaként. Eleinte betegeskedése miatt otthonában egy jezsuita szerzetes segítette tanulmányait, így jól megtanulta a latin nyelvet is.
Ifjú korában közel húsz évig járta Európa levéltárairól, könyvtárairól és egyetemeiről híres városait, megfordult többek között Grazban, Münchenben, Bolognában, Veronában, Mantovában és Firenzében is. Régiségeket, ódon könyveket vásárolt. Sienában orvostanhallgatókkal vitázott, sőt orvosegyetemi előadásokat is hallgatott.
1741-től, hazatérése után, több helyen is; így Pozsonyban, majd Besztercebányán, végül pedig két évig a  Debreceni Református Kollégiun1ban volt bentlakó diák, ahol 1748-ban fejezte be tanulmányait. 1750-től Debrecenben gyógyszertári gyakornok lett az "Arany Angyal"-hoz címzett patikában, 1753-ban kitüntetéssel tette le a segédi vizsgáját, gyógyszerész lett, majd Csóti Sámuelnek a gyógyszertár vezetőjének halála után 1773-ban egy árverésen meg is vásárolta a gyógyszertárat.

## Gyűjteménye
Gyűjteményében hatvannál több gemma (alakos ábrázolással díszített kő) volt, de gyűjtötte a dunántúli vármegyékben talált római feliratos köveket is, amelyek közül többet ismertetett Weszprémi István: Succincta Medicorum Hungariae et Transylvaniae biographia című műve II–III. kötetében.
Régiség- és éremgyűjteményének sorsáról a 19. század közepe óta nem tudunk semmit. 2500 kötetes könyvgyűjteménye a Debreceni Református Kollégium birtokába került, melynek jegyzékét az Országos Széchényi Könyvtár kézirattára őrzi.
Debrecenben hunyt el 1797. május 2-án.